# Coloma (Montana)
Coloma é uma cidade fantasma situada no condado de Missoula, Montana, Estados Unidos. Fica próxima de Garnet, uma outra cidade mineira. Pouco sabemos sobre esta localidade  que parece ter sido fundada em 1893. Regist(r)os da época indicam atividade mineira entre 1896 e 1906, com uma produção estimada entre $200000 a $250000. Em 1916, foi construída uma usina no local, tendo havido tentativas para se fazerem descobertas, aparentemente sem sucesso.. Ocorreram atividades prospetoras entre 1932 e 1950. A partir de 1950, os regist(r)os sobre a localidade caem na completa obscuridade, com os residentes das proximidades a dizer que  nada sabem sobre o que lá se passou e recusam-se mesmo a responder. Surgem especulações: será que não se querem se lembrar por terem ficado com más recordações ou porque há descobertas a serem feitas que eles não desejam expor. Em 2009, o local foi objeto de estudo arqueológico pela Doutora Kelly Dixon e um grupo de estudantes graduados da Universidade de Montana.